# Ullsteinhaus

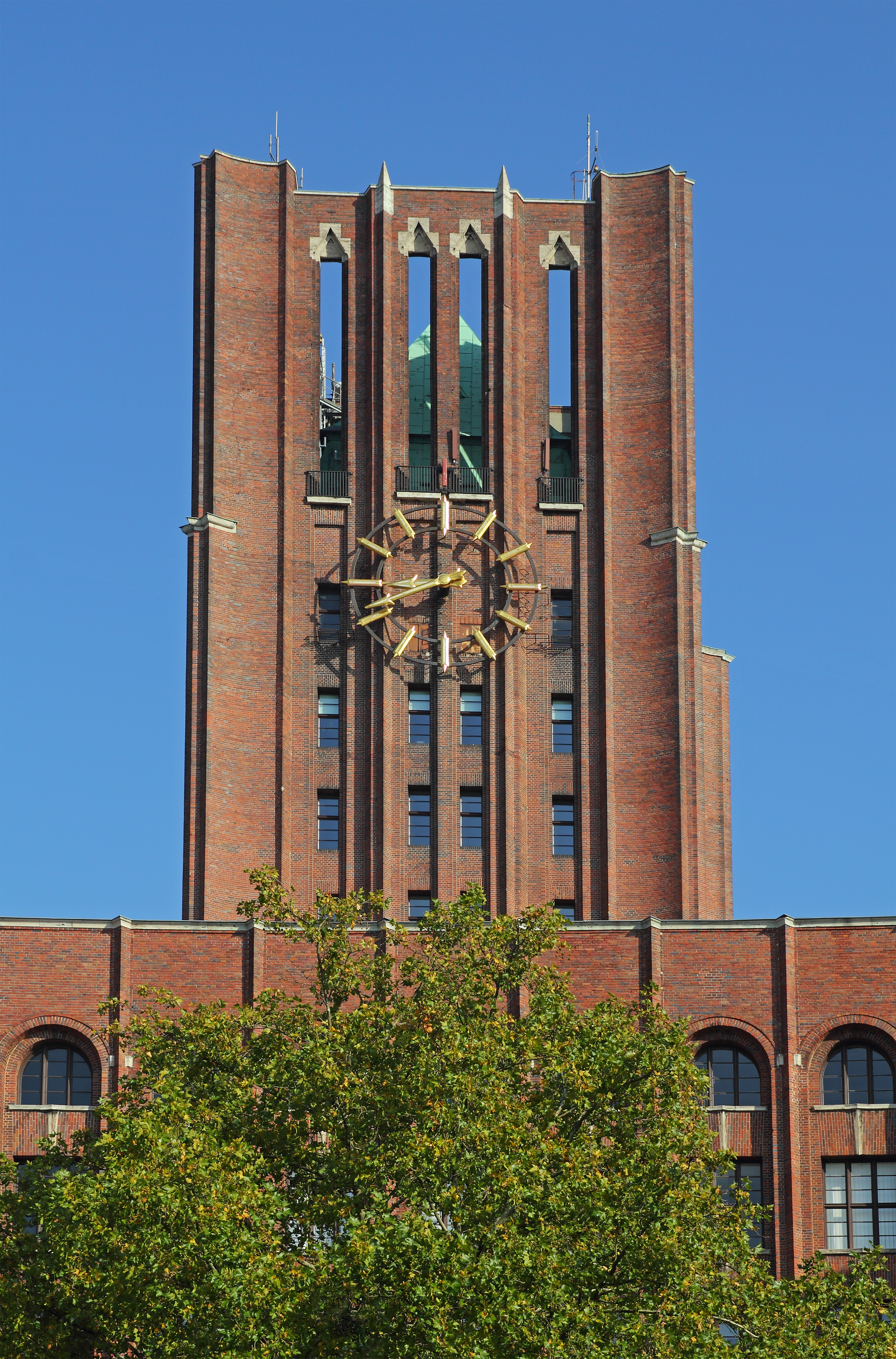
Turmuhr am Ullsteinhaus

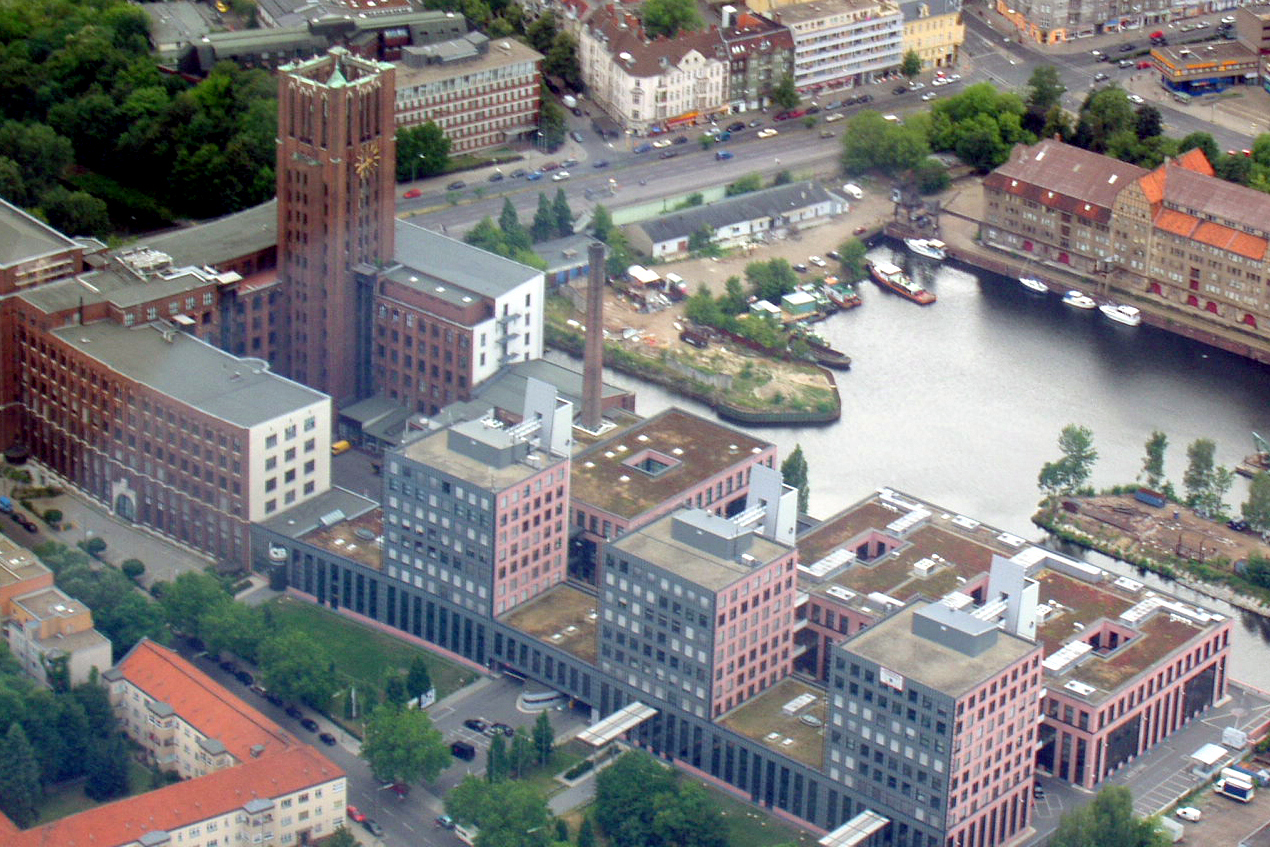
Ullsteinhaus, Luftbild, 2006

Das Ullsteinhaus im Süden Berlins im Ortsteil Tempelhof des Bezirks Tempelhof-Schöneberg ist ein Baudenkmal des Backsteinexpressionismus und wurde Mitte der 1920er Jahre nach Plänen von Eugen Schmohl errichtet. Es ist mit einer Höhe von 77 Metern eine weithin sichtbare Landmarke und ein architektonisches Wahrzeichen dieses Ortsteils. Bis zur Fertigstellung des Friedrich-Engelhorn-Hochhauses (Abriss: 2014) im Jahr 1957 war es 30 Jahre lang das höchste Hochhaus Deutschlands.
Das Bauensemble steht am Mariendorfer Damm 1–3 Ecke Ullsteinstraße 114–142, direkt am Teltowkanal an der Stubenrauchbrücke gegenüber dem Hafen Tempelhof. Unmittelbar davor befindet sich der U-Bahnhof Ullsteinstraße, an dem die Züge der Linie U6 halten.

## Geschichte
Das Ullsteinhaus wurde zwischen 1925 und 1927 von der Huta Hoch- und Tiefbau AG errichtet. Der Architekt Schmohl hatte zuvor schon den Borsigturm in Tegel geplant. Vor der Fertigstellung des Gebäudes für den Ullstein Verlag verstarb er allerdings. Das Gebäude hieß ursprünglich Ullstein-Druckhaus, um es von den später im Zweiten Weltkrieg zerstörten Gebäuden des Ullstein-Verlages im seinerzeitigen Zeitungsviertel an der Kochstraße (seit 2008: Rudi-Dutschke-Straße) zu unterscheiden. Das Gebäude war Verlagssitz und Ort für die verlagseigene Druckerei. Hier wurden die Zeitschriften und Bücher hergestellt, die Zeitungen verblieben in der Kochstraße.
Das NS-Regime presste der jüdischen Verlegerfamilie den seinerzeit größten deutschen Verlag 1934 zu einem Spottpreis ab und versuchte, den Namen Ullstein aus dem öffentlichen Bewusstsein zu tilgen: Am 3. Mai 1935 wurde die am Ullsteinhaus anliegende Ullsteinstraße in Zastrowstraße umbenannt, dieser Name blieb bis 21. Februar 1949 bestehen. 1937 wurde aus Ullstein der „Deutsche Verlag“, und das Ullsteinhaus hieß bis 1945 „Deutsches Haus“.
Die 1934 durch Arisierung enteignete Familie Ullstein erhielt ihren Besitz 1952 zurück. In den Jahren 1956/1957 wurde der ursprünglich nur bis zum zweiten Obergeschoss reichende Gebäudeteil an der Ullsteinstraße etwas erhöht und damit den übrigen Bauteilen angepasst. Die Ullstein-Erben verkauften bis 1960 größere Aktienpakete des Hauses an den Verleger Axel Springer. Dieser verkaufte bald danach das gesamte Gebäude, ließ jedoch noch bis 1985 Zeitungen und Zeitschriften hier drucken. Zwischen 1986 und einem von 1991 bis 1993 durch Gernot und Johanne Nalbach errichteten neungeschossigen Anbau zogen in das Geschäftshaus kleinere Gewerbe und Modefirmen ein. Die Nutzfläche des Erweiterungsbaus beträgt etwa 80.000 m².
Um das Jahr 2012 führte die Eigentümer-Gesellschaft einen Wettbewerb zum Umbau der Heizungsanlage des gesamten Gebäudekomplexes durch, um eine umweltfreundliche und effiziente Lösung zu erhalten. Die Gasag, die die Ausschreibung gewann, schloss den Gebäudekomplex zunächst an das Erdgas-Netz an und demontierte die alten Ölkessel. Mittels eines Blockheizkraftwerks entstand eine Kraft-Wärme-Kopplung. Die Gasag übernahm zugleich die Wärmeversorgung und Wartung für die Anlagen bis zum Jahr 2028. Von der Planung bis zur Endabnahme investierte sie fast 1,5 Millionen Euro.
Im Oktober 2015 teilte der bisherige Eigentümer Becker & Kries mit, dass das Ullsteinhaus zum „1. Oktober an ein Familienunternehmen“ verkauft wurde. Nach Recherchen der RBB-Abendschau wurde das Gebäude von einer Immobiliengesellschaft der Samwer-Brüder erworben, wie auch verschiedene andere Tageszeitungen berichteten.

## Architektur

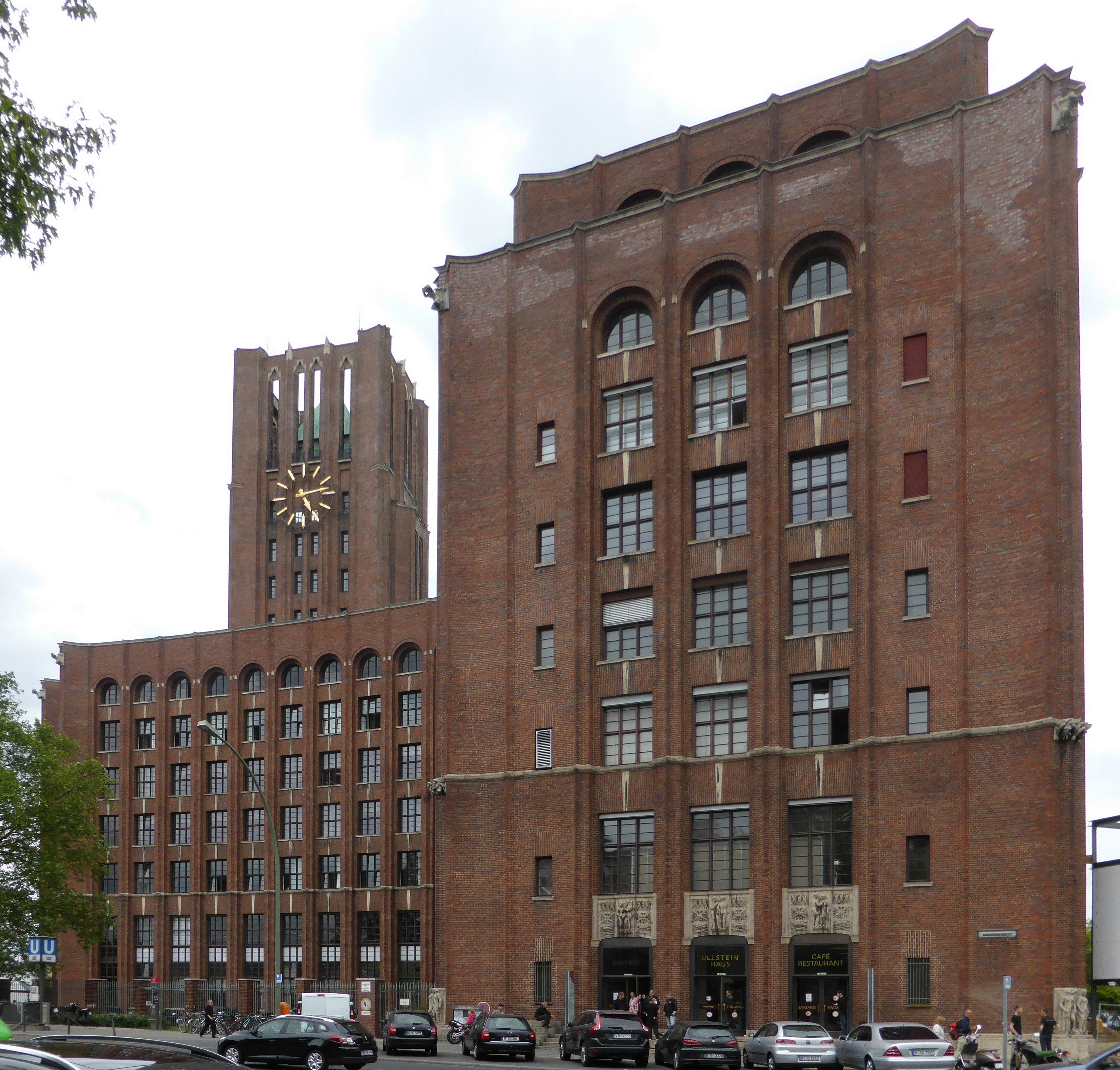
Ullsteinhaus, Südwestecke am Mariendorfer Damm

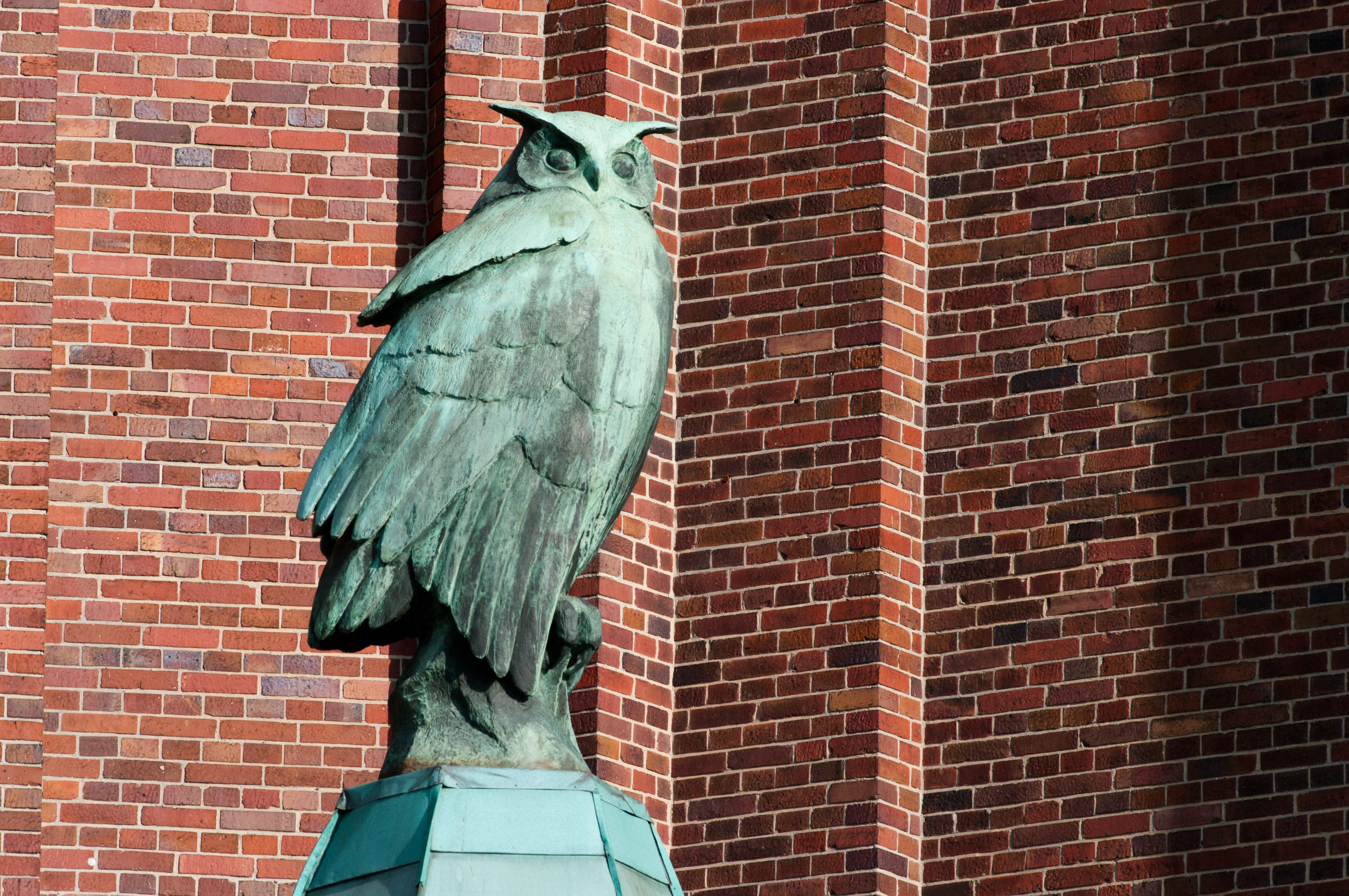
Ullsteinhaus, Blick vom Teltowkanal, Ullstein-Eule auf dem ehemaligen Arbeitereingang

Das Bauwerk ist eine fünf- bis siebengeschossige Vierflügelanlage, die sich um einen fast quadratischen Innenhof legt. An der Nordwestseite ist der Turm angebaut. In den 1920er Jahren war das Ullsteinhaus der größte deutsche Stahlbetonskelettbau. Die Fassaden sind mit Klinkern verblendet und reich profiliert. Die gestaffelten Wandpfeiler und hohen Fensterachsen zeigen Anklänge an die Neugotik, sind allerdings grundsätzlich vom Expressionismus der 1920er Jahre geprägt. Der kompakte hohe Turm ist mit einem kupfergedeckten Zeltdach abgeschlossen und mit schmalen Lanzettfenstern bekrönt.
Für die reich geschmückten Fassaden des Hauses sorgen unter anderem Bildhauerarbeiten von Wilhelm Gerstel. Einige Fassadenelemente bestehen aus Travertin, darunter Kragsteine und Blöcke mit figürlichen Darstellungen über dem Gebäudesockel. Sie betonen die Eingangs- und Eckbereiche. Dreiteilige Reliefs über dem Haupteingang am Mariendorfer Damm zeigen eine Figurengruppe und Ornamente. Die ursprünglich großzügige Eingangshalle wurde bei den Umbauarbeiten in der Nachkriegszeit beseitigt.
An der Nordwestecke des Gebäudes befand sich ein gesonderter Eingang für die Verlagsmitarbeiter, hervorgehoben durch einen baldachinartigen Eingangsvorbau mit schlanken Stützen. In den beiden Untergeschossen befinden sich Sozialeinrichtungen, deren Fenster in der Kaimauer des Teltowkanals angeordnet sind. Eine überdimensionale Ullstein-Eule, seit jeher Markenzeichen des Ullstein-Verlags, schmückt den Eingang des Ullsteinhauses am Mariendorfer Damm; die Bronzeplastik stammt von dem Bildhauer Fritz Klimsch.

## Nutzer

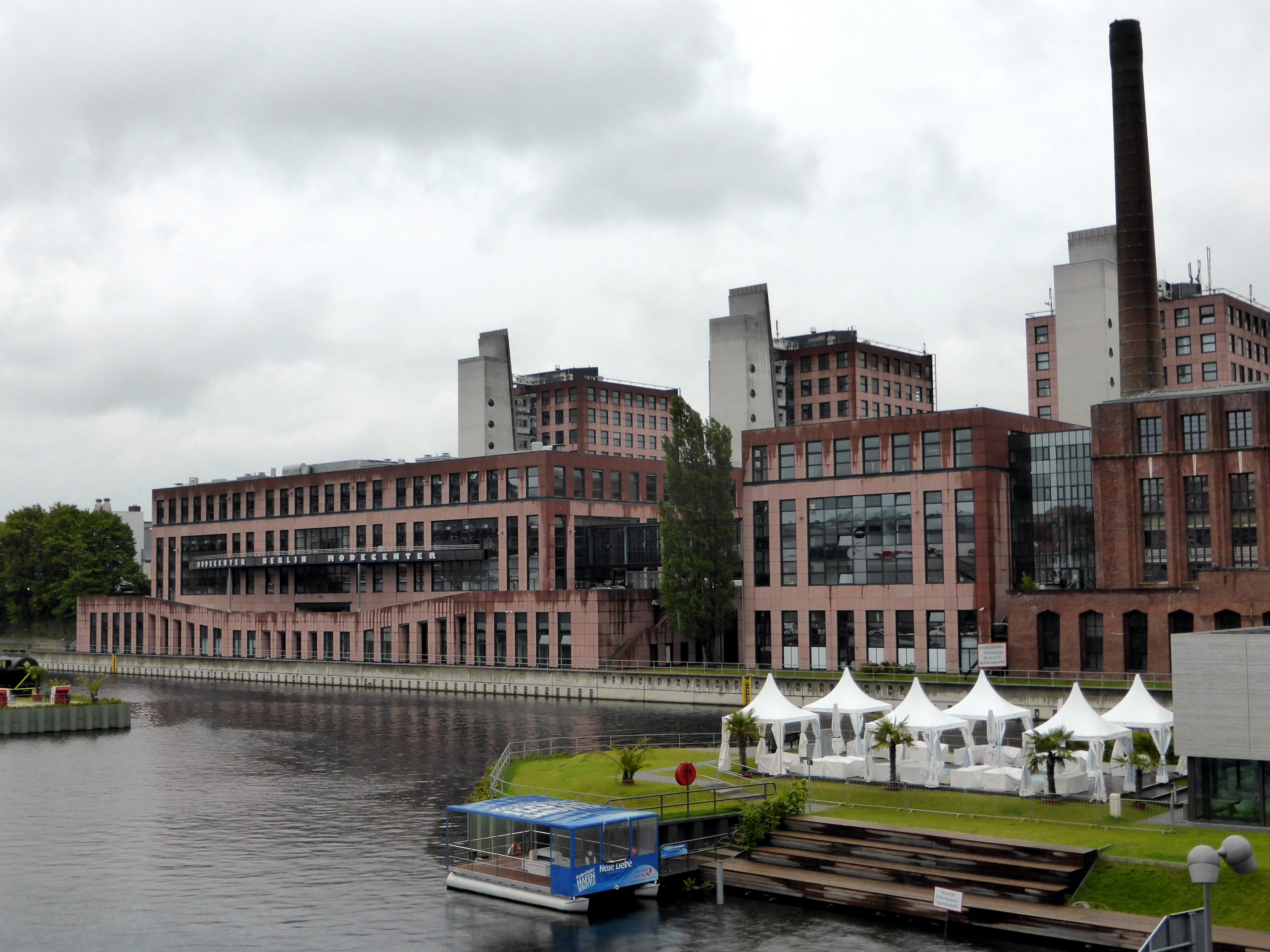
Ullsteinhaus mit Neubau

Seit den späten 1990er Jahren beherbergt das Ullsteinhaus verschiedene Dienstleistungsunternehmen und andere Einrichtungen, darunter:
- das Systemhaus Computacenter,
- ICF Berlin (christliche Freikirche),
- verschiedene medizinische Einrichtungen,
- ein Café-Restaurant,
- WBS Training AG (Bildungspartner der SAP AG),
- ein Callcenter der Deutschen Bank,
- Hella Aglaia Mobile Vision GmbH (Tochterunternehmen der Hella GmbH & Co. KGaA),
- The Drivery GmbH (Marktplatz und Community für Mobilität),
- ein Callcenter der Lufthansa,
- Künstler aus verschiedenen Bereichen,
- das Deutsche Pressemuseum im Ullsteinhaus,
- Xovis Deutschland GmbH.

Im Untergeschoss des Ullsteinhauses – über den Mariendorfer Damm 1 zu erreichen – war von 1996 bis 2003 die Diskothek Blonds untergebracht, die vor allem wegen ihrer günstigen Lage und der einladenden Terrasse mit Blick auf den Teltowkanal großen Zuspruch fand.
Heute befindet sich hier das IoT-Campus der Robert Bosch GmbH.